# 佐藤義長
佐藤 義長（さとう よしなが、1866年7月20日（慶応2年5月20日） - 1937年（昭和12年）1月8日）は、日本の農学者。農芸化学を専門とする農学博士で、宇都宮高等農林、盛岡高等農林の各校長を務めた。

## 経歴
幕末の会津若松博労町に生まれる。会津藩藩士佐藤大八郎の長男であり、会津会会員であった。幼少期に佐原盛純らに学び若松予科学校（現会津高校）に入学するが、同校はその翌年に廃校となり、上京した。佐藤は農学を志し、1888年（明治21年）に駒場農学校を卒業した。埼玉師範学校教諭、茨城農業技師を経て、栃木農業技師となり、渡良瀬川流域の農作物被害調査に従事し、古在由直と足尾銅山の鉱毒調査を行った。京都農事試験場長、京都農学校長を歴任。1903年（明治36年）、盛岡高等農林教授に就任し、農産製造学を担当した。独、仏、米での留学を経て、第二代校長に就任。在任中に博士会の推薦によって農学博士号を授与され、また宮沢賢治は学生の一人であった。1921年（大正10年）に学校昇格運動について文部省から謝罪を要求され、これを拒んで辞任した。同校には蔵書399冊を寄贈している。翌年に宇都宮高等農林の創立委員となり、欧米視察後に初代校長に就任した。その建学に際し、佐藤は真面目、堅実を説き、浮華軽佻を戒めている。1929年（昭和4年）に退官し、名誉教授となる。、大日本農会から紅白綬有功賞を授与され、農芸委員を務めた。高等官一等、従三位勲二等瑞宝章に叙されている。著述に『東北乃事業』（文明堂、1909年）、『佐藤博士文集』などがある。「剛毅堅忍研学倦まず」、「資性宏量」と評された人柄であった。

## 栄典
- 1916年（大正5年）7月31日 - 従四位[10]